# Vegas Craps
Vegas Craps is een videospel voor de platforms Commodore 64 en Commodore 128. Het spel werd in 1987 uitgebracht door California Dreams en Logical Design Works. Het spel is een casino simulatie waar men kan gokken.